# Круглоязикова жаба розмальована
Круглоязикова жаба розмальована, строката жаба розмальована (Discoglossus pictus) — вид земноводних родини повитухових (Alytidae). Один із 5 видів роду. Поширений у Південній Європі та Північній Африці. Вид занесений до Бернської конвенції та інших природоохоронних документів.. Описано 2 підвиди.

## Опис
Загальна довжина досягає 5—7,5 см. Зовні нагадує трав'яну жабу. Зіниці вертикальні. Барабанна перетинка прихована під шкірою. Язик круглий, характерний для представників цього роду. Її гладенька шкіра сіро-бура або червонувата, з темними плямами, які нерідко утворюють 2—3 поздовжніх рядки. Звідси походить назва цієї жаби. Нижня поверхня тіла світла, часто з бурими цяточками. 

## Поширення
Поширена на території Каталонії (Іспанія), Русільона (Франція), Сицилії (Італія), о.Мальта, у Марокко, Алжирі й Тунісі. 

## Спосіб життя
Тримається по берегах річок, струмків та озер. Зустрічається на висоті до 1500 м над рівнем моря. Оптимальна температура для неї 25 °C. Активна вночі. Вдень ховається під камінням.  Живиться комахами та членистоногими.
Тихий голос самців можна передати як швидко повторювані «ха-а, ха-а» або «ва-а». Розмножується протягом усього теплого періоду, відкладаючи ікру 5—6 разів по 20—50 яєць. Всього самиця за сезон відкладає до 6000 дрібних яєць. Кладки ікри у вигляді коржів лежать на дні водойми. Пуголовки розвиваються близько 2 місяців, цьоголітки мають завдовжки близько 30 мм.

## Охорона
Стан більшості природних популяцій виду в межах ареалу залишається більш-менш стабільним, за що він, згідно з Червоним списком МСОП, отримав охоронний статус «відносно благополучний вид». Але в окремих регіонах спостерігається тенденція до зниження чисельності популяції виду. Тому, круглоязикова жаба розмальована занесена до Додатку ІІ Бернської конвенції (охоронна категорія: вид підлягає особливій охороні), а також до Директиви Європейського Союзу 92/43/ЄС «Про збереження природних оселищ та видів природної фауни і флори» (Додаток IV. Види рослин і тварин, що становлять особливий інтерес для Європейського Союзу, які потребують суворих заходів охорони). Вид також захищений національним законодавством Франції, Італії, Іспанії, Тунісу, Алжиру та Марокко.
Як елемент біорізноманіття амфібія охороняється в ряді природоохоронних територій. Для збереження виду в окремих районах потрібний моніторинг за станом популяцій.

## Систематика
Один із 5 видів роду круглоязикових жаб (Discoglossus). 
Станом на 2025 рік описано 2 підвиди:
- Discoglossus pictus auritus
- Discoglossus pictus pictus